# Sandy Creek
Sandy Creek är ett vattendrag i Bahamas.   Det ligger i distriktet North Andros District, i den sydvästra delen av landet, 60 km sydväst om huvudstaden Nassau.
I omgivningarna runt Sandy Creek växer i huvudsak städsegrön lövskog. Trakten runt Sandy Creek är nära nog obefolkad, med mindre än två invånare per kvadratkilometer.